# Großenritte

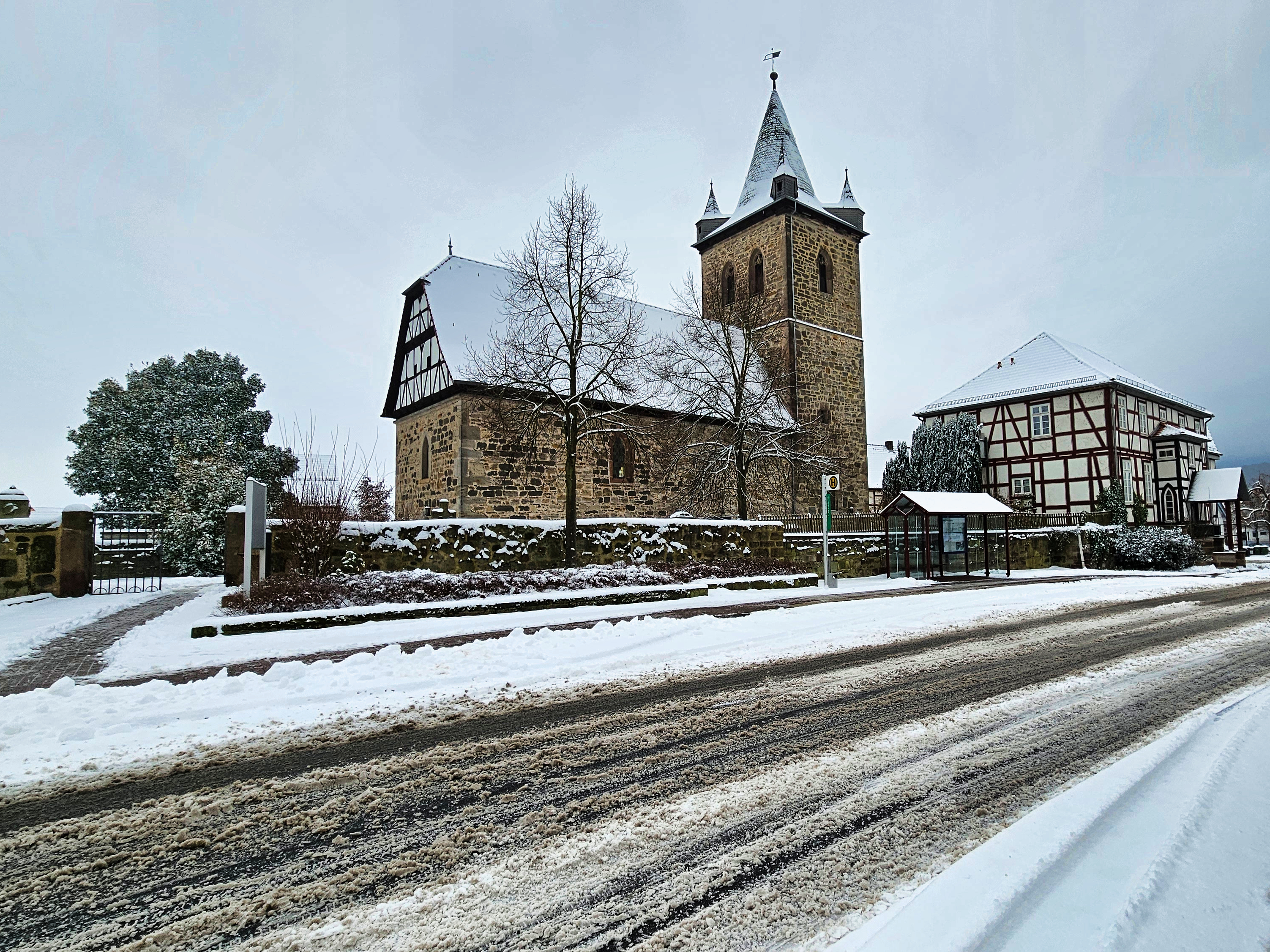
Die Großenritter Kirche (Winter 2025)

Großenritte ist ein Stadtteil von Baunatal im nordhessischen Landkreis Kassel.

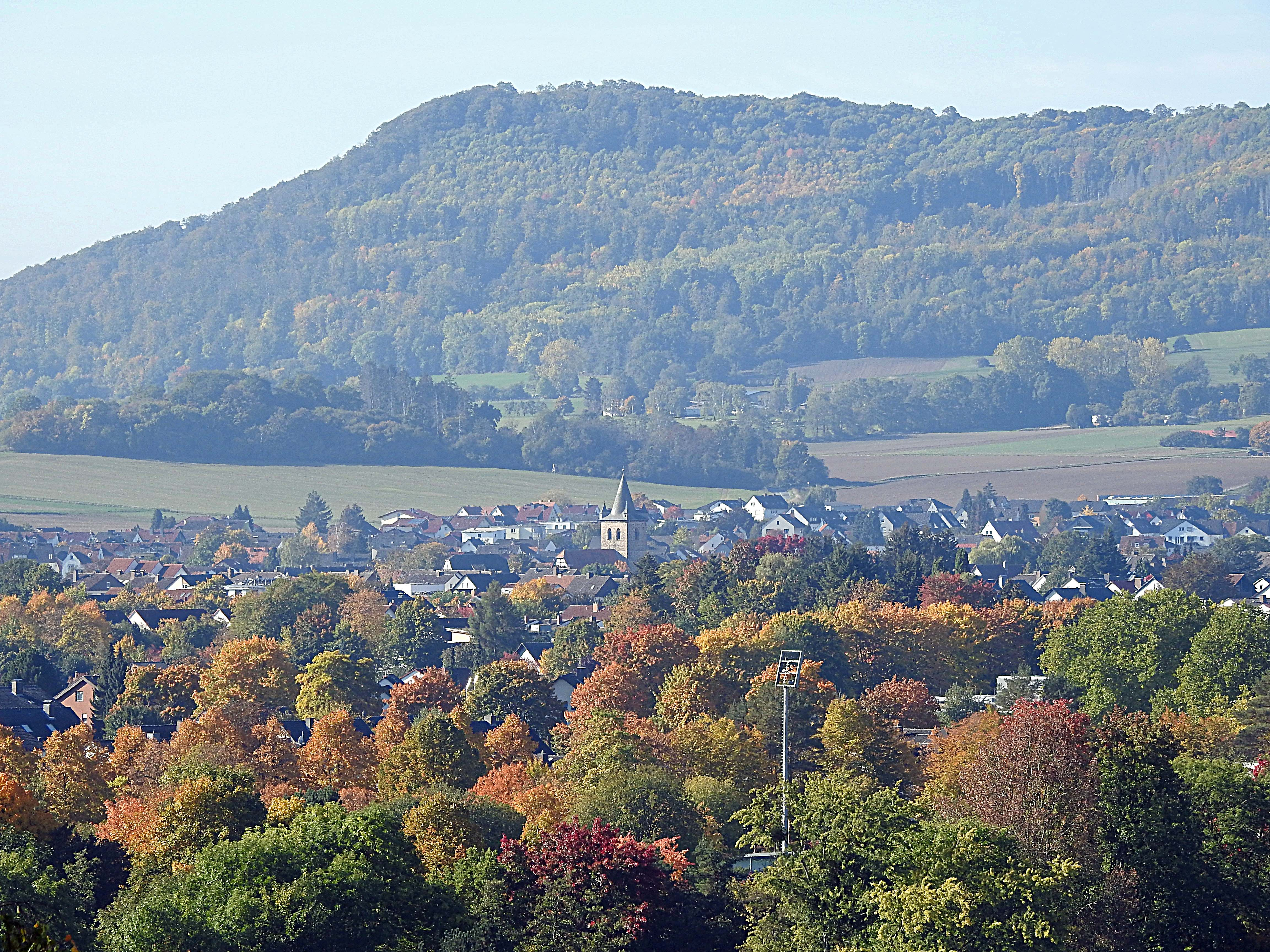
Großenritte von Nordosten

## Geographische Lage
Großenritte liegt im Westen Baunatals am Südostrand des Naturparks Habichtswald. Durchflossen wird es von der Leisel, einem westlichen Zufluss der Bauna. Nördlich des Stadtteiles verläuft die Landesstraße 3219, westlich die L 3218 und östlich die Kreisstraße 22.

## Geschichte

### Ortsgeschichte
Ein unverkennbarer Zeuge der vorchristlichen Besiedlung ist der Hünstein in Großenritte, ein 2,50 Meter hoher Menhir aus hier nicht anstehendem Quarzit, das älteste Kulturdenkmal des Baunatals. Er ist vergleichbar mit dem in der Nähe bei Hertingshausen stehenden Menhir. Bis 1911 aufrecht auf einem Acker stehend, wurde er vom Besitzers desselben, aufgrund seiner davor scheuenden Pferde versenkt, 1932 von Wilhelm Jordan wieder ausgegraben und unweit der Fundstelle wieder neu aufgestellt. In unmittelbarer Nähe wurden bei den Grabungen eisenzeitliche Scherben, eine Bernsteinperle und das Bruchstück eines Steinbeils entdeckt.
In einer Urkunde aus der Zeit zwischen 750 und 785 der Reichsabtei Hersfeld wird ein Rittahe erwähnt. Es ist jedoch unklar ob damit Großenritte oder Altenritte gemeint ist.
im Jahr 1330 belehnt Landgraf Heinrich den Ritter Johann Riedesel mit Gütern zu „Grosin-Ritte“ (Großenritte) und in „Wenigen Ritte“ (Altenritte).

### Fusion mit Baunatal
Am 1. Juli 1966 fusionierten die Gemeinden Baunatal und Großenritte zur erweiterten Gemeinde Baunatal. Die hessische Landesregierung verlieh dieser neu gebildeten Kommune die Stadtrechte. Die Urkunde wurde vom damaligen hessischen Innenminister Heinrich Schneider überbracht. Damit war die Stadt Baunatal geboren. Erster Bürgermeister wurde Horst Werner. Zu diesem Zeitpunkt hatte die „neue“ Stadt Baunatal bereits 11.705 Einwohner. Im VW-Werk arbeiteten zu diesem Zeitpunkt bereits über 13.400 Menschen.

## Bevölkerung

### Einwohnerstruktur 2011
Nach den Erhebungen des Zensus 2011 lebten am Stichtag, dem 9. Mai 2011, in Großenritte 7023 Einwohner. Darunter waren 261 (3,7 %) Ausländer. Nach dem Lebensalter waren 1206 Einwohner unter 18 Jahren, 2895 waren zwischen 18 und 49, 1416 zwischen 50 und 64 und 1509 Einwohner waren älter. Die Einwohner lebten in 3072 Haushalten. Davon waren 846 Singlehaushalte, 1041 Paare ohne Kinder und 888 Paare mit Kindern, sowie 243 Alleinerziehende und 54 Wohngemeinschaften. In 293 Haushalten lebten ausschließlich Senioren und in 2073 Haushaltungen leben keine Senioren.

### Einwohnerentwicklung
Quelle: Historisches Ortslexikon
- 1585: 24 Haushaltungen
- 1637: 37 Haushaltungen
- 1747: 106 Haushaltungen

| Großenritte: Einwohnerzahlen von 1834 bis 2020 | Großenritte: Einwohnerzahlen von 1834 bis 2020 | Großenritte: Einwohnerzahlen von 1834 bis 2020 | Großenritte: Einwohnerzahlen von 1834 bis 2020 | Großenritte: Einwohnerzahlen von 1834 bis 2020 |
| --- | ---------------------------------------------- | ---------------------------------------------- | ---------------------------------------------- | ---------------------------------------------- |
| Jahr |                                                |                                                |                                                | Einwohner                                      |
| 1834 | 1834                                           |                                                | 917                                            | 917                                            |
| 1840 | 1840                                           |                                                | 989                                            | 989                                            |
| 1846 | 1846                                           |                                                | 1.064                                          | 1.064                                          |
| 1852 | 1852                                           |                                                | 1.164                                          | 1.164                                          |
| 1858 | 1858                                           |                                                | 1.145                                          | 1.145                                          |
| 1864 | 1864                                           |                                                | 1.191                                          | 1.191                                          |
| 1871 | 1871                                           |                                                | 1.232                                          | 1.232                                          |
| 1875 | 1875                                           |                                                | 1.186                                          | 1.186                                          |
| 1885 | 1885                                           |                                                | 1.274                                          | 1.274                                          |
| 1895 | 1895                                           |                                                | 1.321                                          | 1.321                                          |
| 1905 | 1905                                           |                                                | 1.582                                          | 1.582                                          |
| 1910 | 1910                                           |                                                | 1.716                                          | 1.716                                          |
| 1925 | 1925                                           |                                                | 2.031                                          | 2.031                                          |
| 1939 | 1939                                           |                                                | 2.692                                          | 2.692                                          |
| 1946 | 1946                                           |                                                | 3.422                                          | 3.422                                          |
| 1950 | 1950                                           |                                                | 3.487                                          | 3.487                                          |
| 1956 | 1956                                           |                                                | 3.495                                          | 3.495                                          |
| 1961 | 1961                                           |                                                | 3.755                                          | 3.755                                          |
| 1970 | 1970                                           |                                                | 4.317                                          | 4.317                                          |
| 1980 | 1980                                           |                                                | ?                                              | ?                                              |
| 1990 | 1990                                           |                                                | ?                                              | ?                                              |
| 2000 | 2000                                           |                                                | ?                                              | ?                                              |
| 2011 | 2011                                           |                                                | 7.023                                          | 7.023                                          |
| 2018 | 2018                                           |                                                | 7.790                                          | 7.790                                          |
| 2020 | 2020                                           |                                                | 7.826                                          | 7.826                                          |
| Datenquelle: Historisches Gemeindeverzeichnis für Hessen: Die Bevölkerung der Gemeinden 1834 bis 1967. Wiesbaden: Hessisches Statistisches Landesamt, 1968. Weitere Quellen: LAGIS; Stadt Baunatal; Zensus 2011 |                                                |                                                |                                                |                                                |

### Historische Religionszugehörigkeit
| • 1885: | 1274 evangelische (= 100 %) Einwohner                                |
| • 1961: | 3299 evangelische (= 88,33 %), 374 katholische (= 10,01 %) Einwohner |

## Kultur und Sehenswürdigkeiten

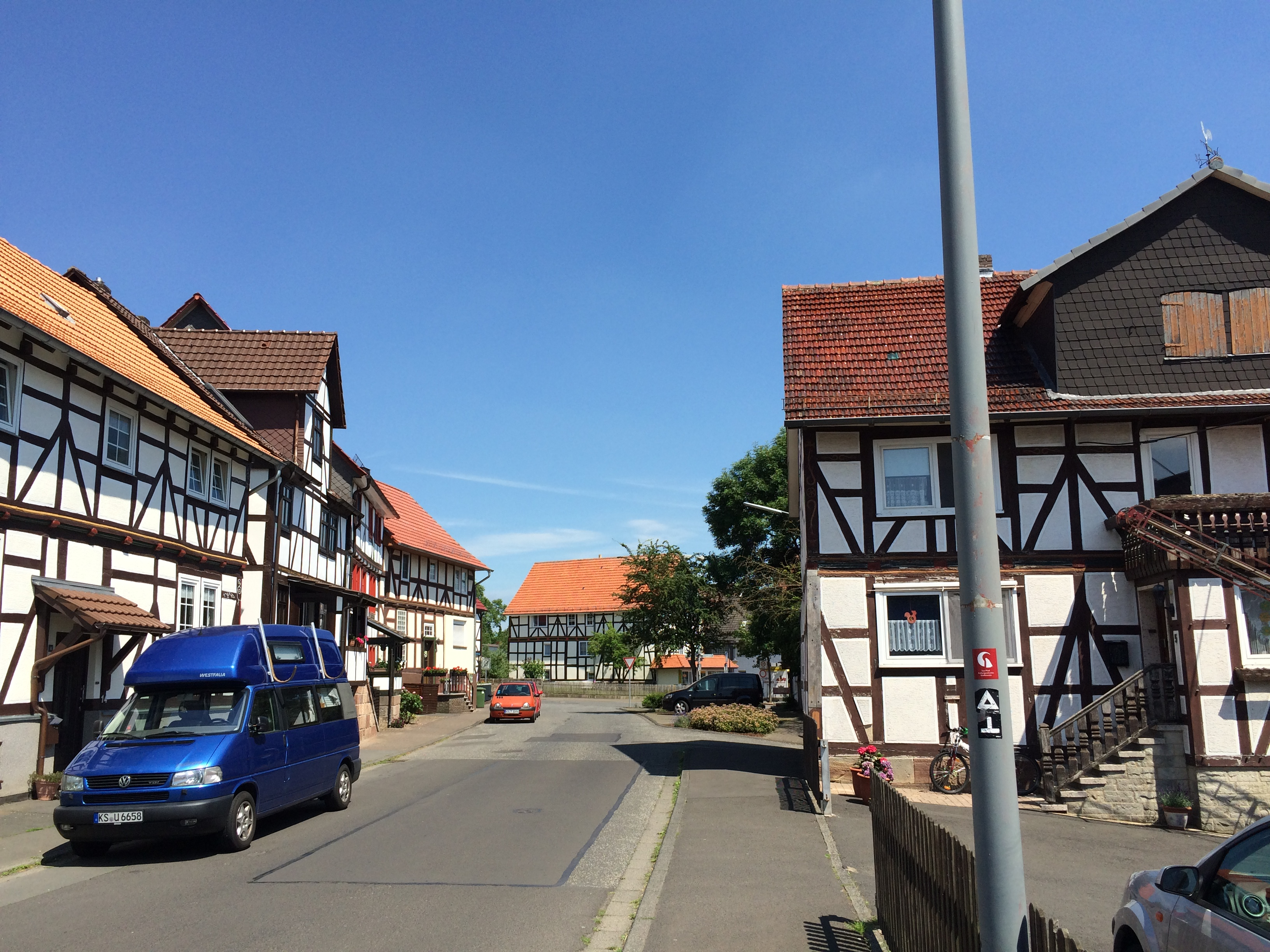
Fachwerkhäuser in der Prinzenstraße

- Von den Bewohnern der Umgebung werden die Großenritter Schmandhasen genannt.
- Die evangelische Kreuzkirche ist eine einschiffige Sandsteinkirche. Sie stammt aus dem frühen 16. Jahrhundert.

## Infrastruktur
- Für das Vereinsleben steht im Ort seit 1987 ein Gemeinschaftshaus zur Verfügung.
- Die Kleinen können drei örtliche Kindertagesstätten besuchen.
- Am 27. Mai 1995 wurde eine Neubaustrecke der Straßenbahn Kassel nach Großenritte eingeweiht.

## Persönlichkeiten
- Carl Grebe (1816–1890), deutscher Forstwirt